# Trochoidea montserratensis
Trochoidea montserratensis es una especie de molusco gasterópodo de la familia Hygromiidae en el orden de los Stylommatophora.

## Distribución geográfica
Es  endémica de España.  